# Filippiáda
Filippiáda (Filippiada) är en kommunhuvudort i Grekland.   Den ligger i prefekturen Nomós Prevézis och regionen Epirus, i den centrala delen av landet, 280 km nordväst om huvudstaden Aten. Filippiáda ligger 25 meter över havet och antalet invånare är 4 619.
Terrängen runt Filippiáda är varierad. Runt Filippiáda är det ganska tätbefolkat, med 230 invånare per kvadratkilometer. Närmaste större samhälle är Arta, 10,1 km sydost om Filippiáda. Trakten runt Filippiáda består till största delen av jordbruksmark.